# Тана (филм, 1958)
„Тана“ (на албански: Tana) е албански драматичен филм от 1958 година на режисьора Кристак Дамо с участието на Тинка Курти, Наим Фрашери и Пиетер Гьока, адаптация на едноименния роман на Фатмир Гята, който е и съсценарист на филма.

## Сюжет
Петдесетте години на XX век. Тана (Тинка Курти) е умна и прогресивна млада жена. Тя е влюбена в Стефан (Наим Фрашери), с когото живеят в едно и също планинско село в Албания. За да се пребори за любовта си, на Тана и се налага да се опълчи на назадничавия манталитет на дядо си и да оцелее от ревността на Лефтер (Кадри Роши). Това е историята на една любовна игра в реализма на социалистическия свят от онова време.

## В ролите
- Тинка Курти като Тана
- Наим Фрашери като Стефан
- Пиетер Гьока като дядото на Тана
- Кадри Роши като Лефтер Доси
- Андон Пано като началника на селскостопанската кооперация
- Тими Филипи като партийния секретар
- Марие Логоречи като майката на Стефан

## Интересни факти
Филмът „Тана“ е първия в историята албански пълнометражен филм и е дипломна работа на режисьора Кристак Дамо. Освен това е и първия филм, заснет от изцяло албански екип. Няколко месеца след премиерата си е снет от екраните и подложен на допълнителна цензура. Сцената, в която Тана и Стефан се целуват, отнела цели двадесет и девет дубъла при снимките, е напълно изрязана от окончателната версия на филма.